# Вовча зграя (фільм, 1990)
«Вовча зграя» — радянсько-шведський художній фільм 1990 року, знятий режисерами Асхатом Ашраповим і Тайфуром Патаї.

## Сюжет
Після того, як в Іраку застосували проти курдів хімічну зброю, багато хто загинув, а багато хто разом із сім'ями залишив отруєні землі та сховався в горах. Але й там вони не знаходять спокою. Тепер їх переслідують вовки й кожна ніч — це час страху й очікування ранку…

## У ролях
- Анна Самохіна — Рунак
- Магді Умед — головна роль
- Олександра Самохіна — головна роль
- Звріна Фліт — роль другого плану
- Азіз Асатфур — роль другого плану

## Знімальна група
- Режисери — Асхат Ашрапов, Тайфур Патаї
- Сценарист — Магді Умед
- Художник — Рафік Карімов